# Eleutherodactylidae
Eleutherodactylidae Lutz, 1954 è una famiglia di anfibi dell'ordine degli Anuri.

## Distribuzione
Viste le numerose specie presenti, la famiglia delle Eleutherodactylidae è presente in vari territori dell'America, tra i quali: USA (Texas), Messico, Belize, Guatemala, Honduras, Panama, Colombia, Ecuador, Perù, Brasile, Venezuela, Guyana, Suriname, Guinea Francese e Antille.

## Tassonomia
La famiglia comprende 234 specie raggruppate in quattro generi compresi a loro volta in due sottofamiglie:
- Sottofamiglia Eleutherodactylinae Lutz, 1954 (220 sp.)
  - Diasporus Hedges, Duellman, and Heinicke, 2008 (16 sp.)
  - Eleutherodactylus Duméril and Bibron, 1841 (204 sp.)
- Sottofamiglia Phyzelaphryninae Hedges, Duellman, and Heinicke, 2008 (14 sp.)
  - Adelophryne Hoogmoed and Lescure, 1984 (12 sp.)
  - Phyzelaphryne Heyer, 1977 (2 sp.)